# Station Katrineholm
Katrineholm is een spoorwegstation in de gelijknamige Zweedse stad en was tot 1910 de splitsing van de lijnen uit Stockholm naar respectievelijk Göteborg en Malmö.

## Geschiedenis
Het oorspronkelijke stationsgebouw werd op 3 november 1862 geopend tegelijk met de officiële opening van de westelijke hoofdlijn. Het station werd gebouwd op grond van de boerderijen Stensätt, die werden gehuurd door Carl Johan Carlsson en Mauritztorp van landeigenaar kapitein von Post. Het station werd echter niet Stensätt genoemd maar Katrineholm naar de grotere boerderij Cathrineholm aan het Näsnarenmeer, een paar kilometer naar het westen. De stad die zich rond het station ontwikkelde kreeg vervolgens dezelfde naam.
De stad ontwikkelde zich uit een kleine nederzetting op het platteland, hiertoe een werd een standaard plattegrond voor spoorwegsteden uit de begintijd van de spoorwegen. De plek werd speciaal gekozen om de lokale ontwikkeling te bevorderen. In 1866 werd ook de Oostelijke Hoofdlijn op het station aangesloten en daarna groeide de stad snel uit tot een belangrijk spoorwegknooppunt. Rond het stationsgebouw werden de belangrijke gebouwen van de stad opgetrokken: het gerechtsgebouw, het stadhuis, het postkantoor, het telegraafstation en het hotel. Het spoorweghotel was in zijn tijd een lucratieve aangelegenheid. Het werd gedreven door Hanna Andersson, die een van Katrineholms rijkste mensen werd.
Toen de bouw van de zuidelijke wijken van Katrineholm begon betekende dat dat deze door het spoor gescheiden zouden zijn van de rest van de stad. Om de oversteek te vergemakkelijken werd in 1901 een loopbrug over het emplacement gebouwd. Deze, in de volksmond "Himlastegen" genoemde, brug werd in 1984 vervangen door een nieuwe. In de jaren 30 van de 20e werd al geopperd dat er een voetgangerstunnel moest komen, de realisatie duurde echter tot 1996 toen een nieuw reiscentrum werd opgeleverd.

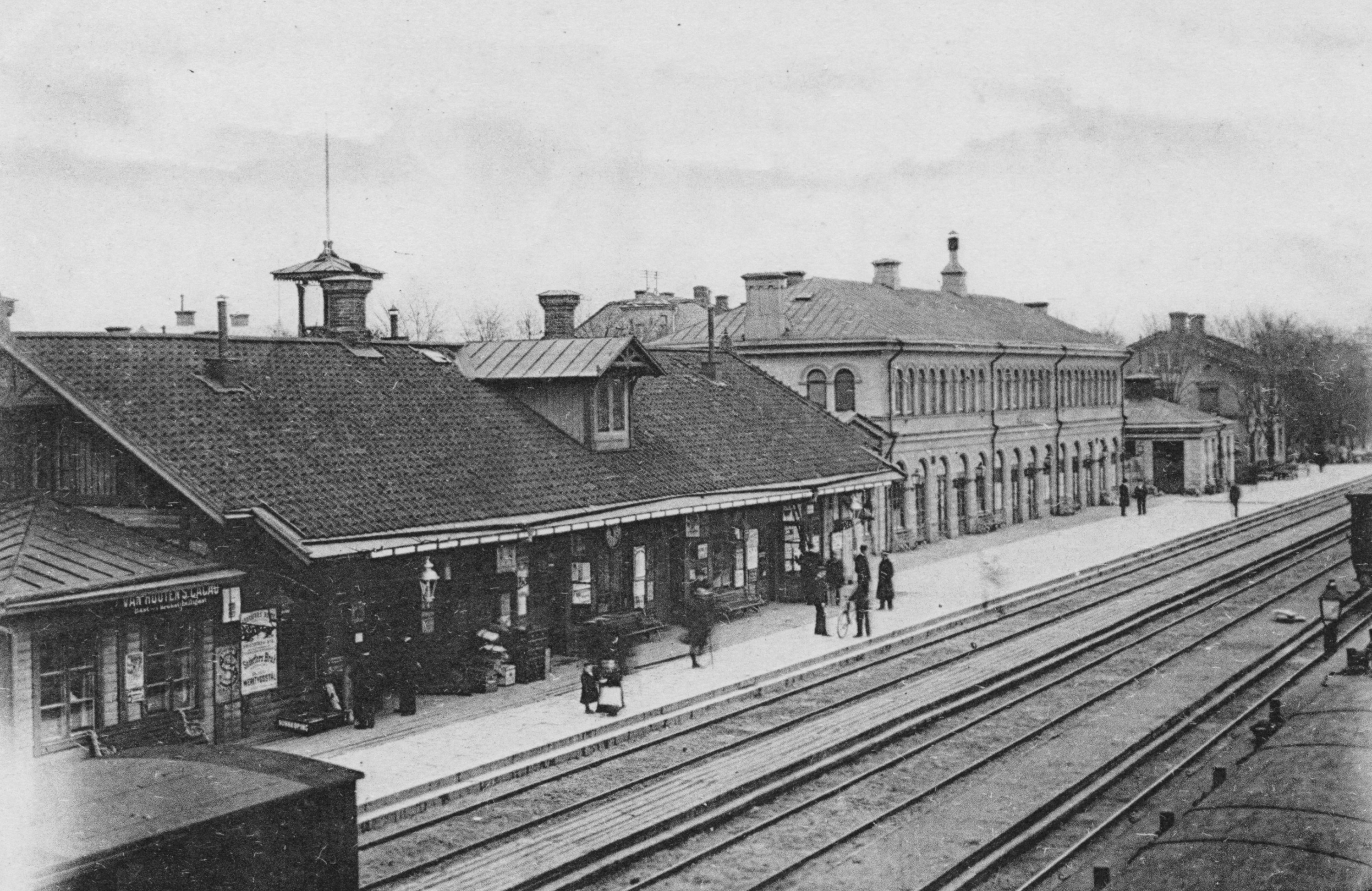
Stationsgebouw met hotel in 1898.
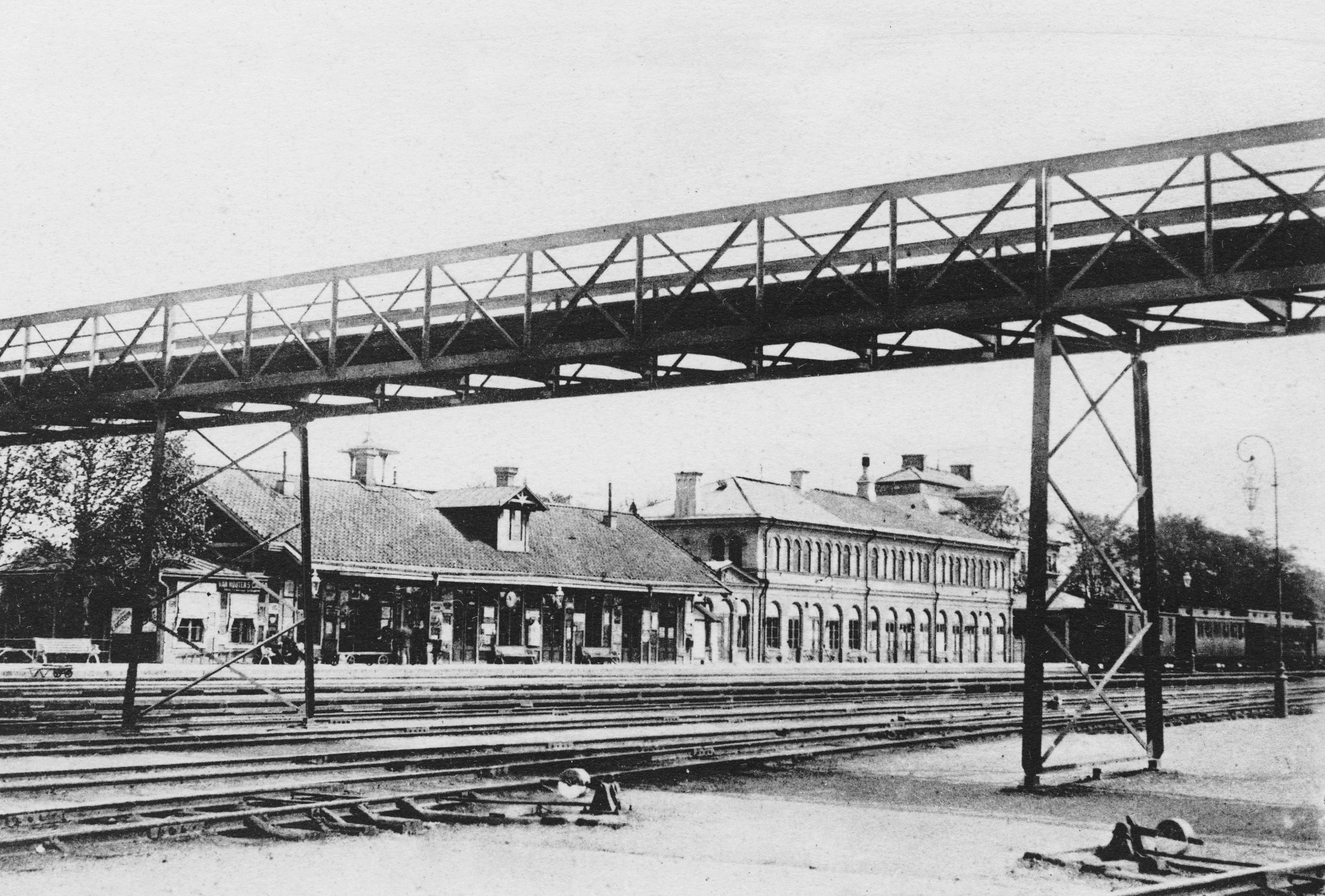
Station met loopbrug in 1910.
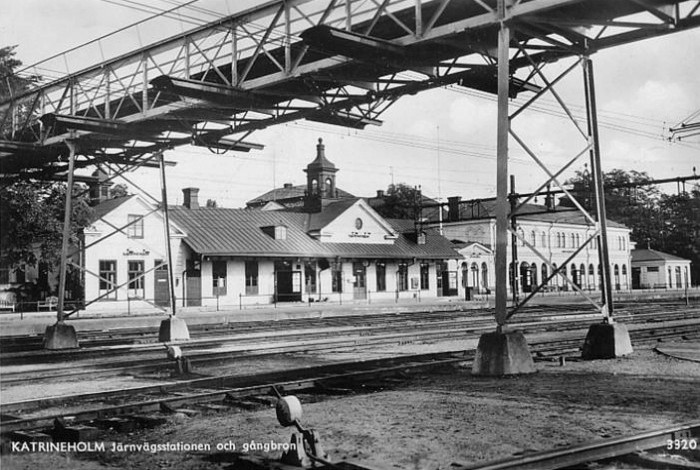
Station met loopbrug in 1950.

### Het eerste stationsgebouw
Het eerste stationsgebouw werd van hout gebouwd naar een ontwerp van SJ's hoofdarchitect Adolf Wilhelm Edelsvärd. Zijn ontwerp werd gebruikt voor grotere stationsgebouwen langs de westelijke hoofdlijn. Het ontwerp werd "Katrineholmsmodellens stationshus" genoemd en ook gebruikt in Hallsberg, Osby, Älmhult en Alvesta. Deze stationsgebouwen zijn allemaal vervangen en alleen in Katrineholm is er sprake van een verbouwing van het origineel. Naast het station werd voor de koning een speciale wachtkamer ingericht, de "Koninklijke Wachtzaal". Aan de spoorzijde is deze herkenbaar door twee hoge gebogen ramen met een hoge gebogen deur ertussen. De tympaan van de gevel is opgesierd met het kleine nationale wapenschild op een blauwe achtergrond. Het pand is inmiddels omgebouwd tot restaurant.

### Verbouwing
In 1915 werd een grondige verbouwing uitgevoerd, waarbij de verschillende bouwdelen een stevigere samenhangende structuur kregen. Het geheel bestaat uit een laag, lang onregelmatig pand met gepleisterde gevels van zowel steen als hout. Het gebouw heeft een zadeldak met een dwarskap boven de stationshal, op het kruispunt van de nokken staat een torentje. Het toegevoegde spoorweghotel in het oosten kent twee lagen, de ramen hebben een boog aan de bovenkant, de drie bouwdelen hebben allemaal een schuindak. Het stationsgebouw en het spoorweghotel zijn de oudste bewaard gebleven gebouwen in het centrum van Katrineholm.
Direct ten oosten van het stationsgebouw werd het postkantoor gebouwd naar een ontwerp van architect Gustaf Dahl. Het werd geopend in 1906 en staat samen met het postkantoor op de monumentenlijst.

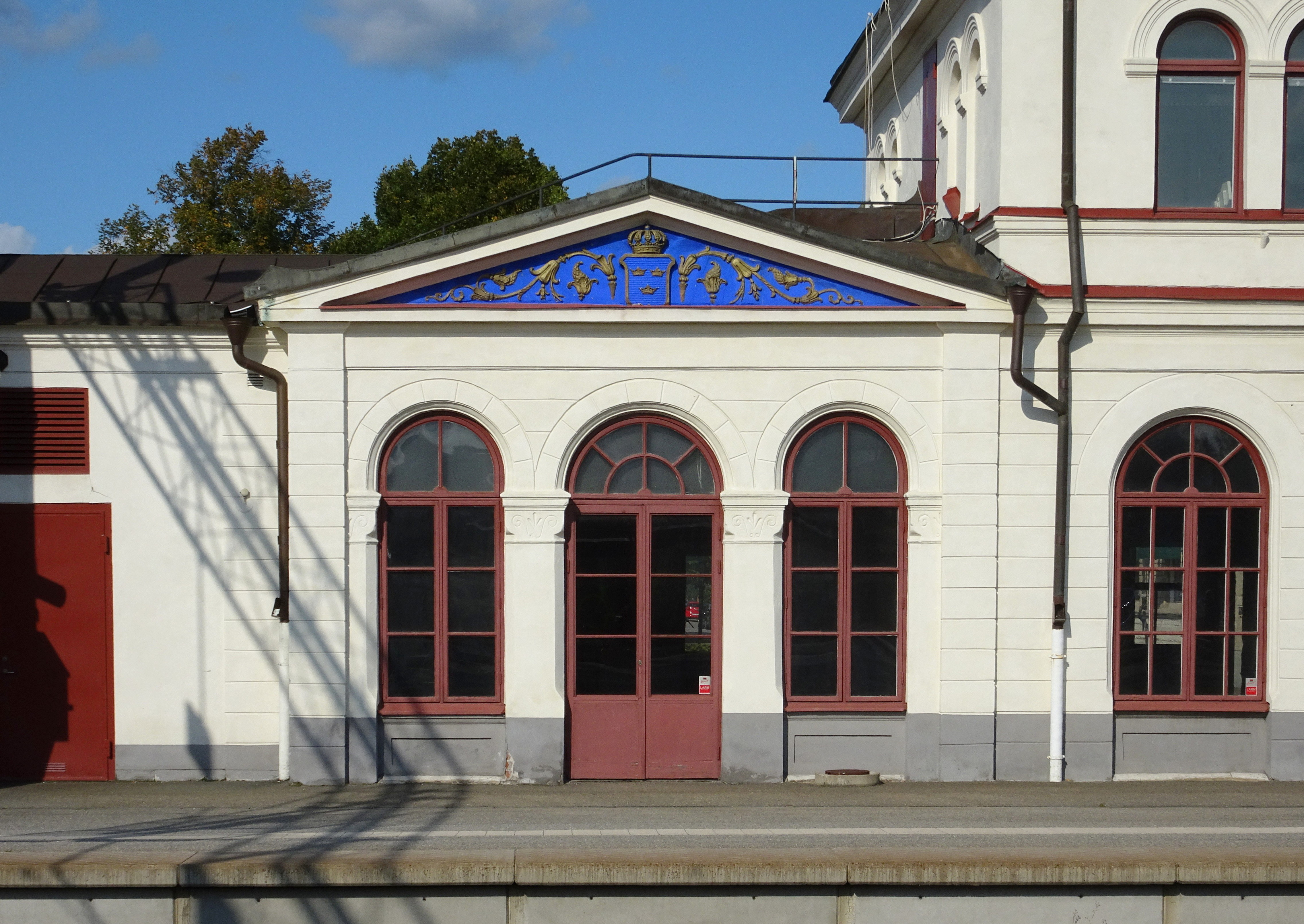
Koninklijke wachtkamer.
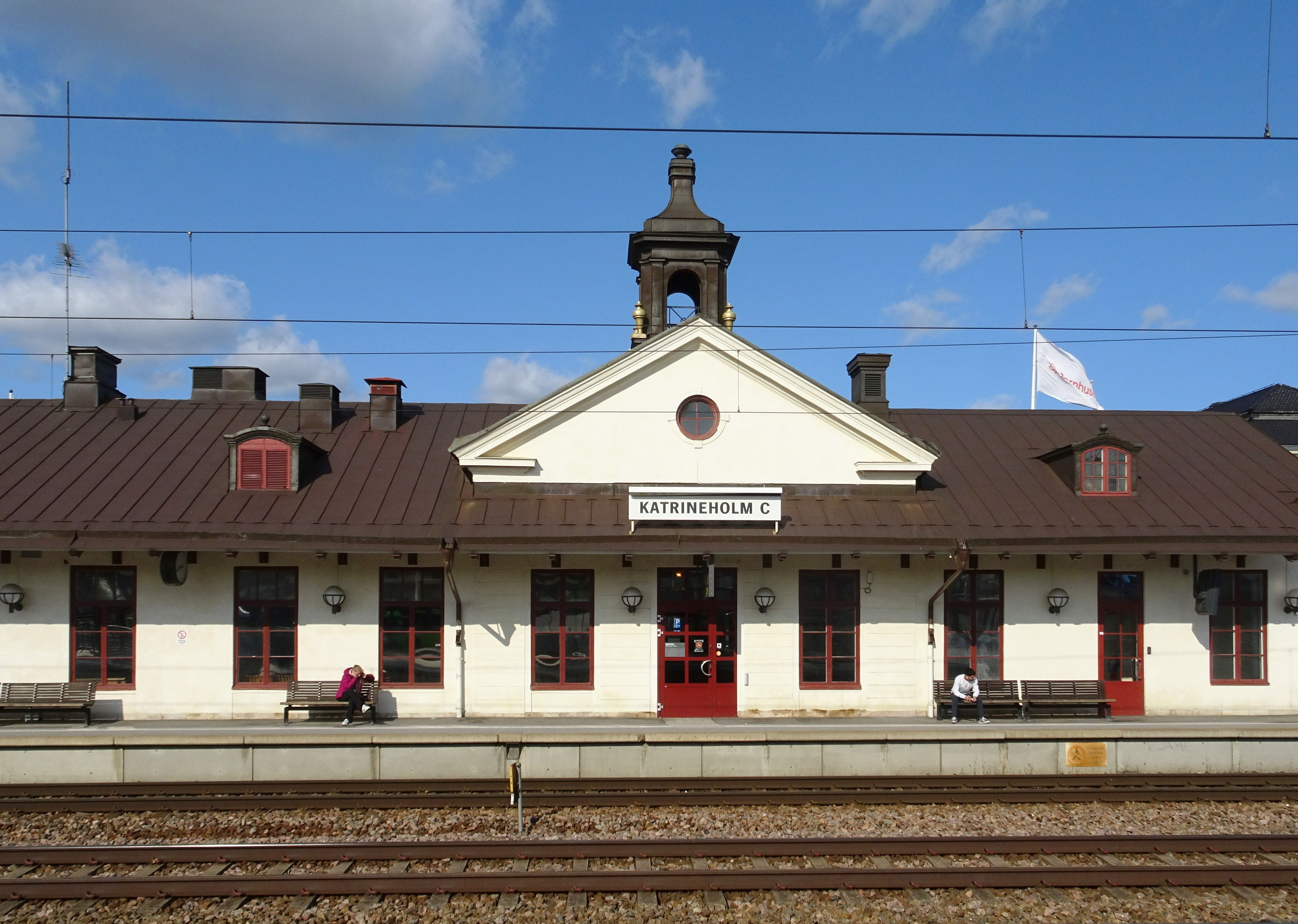
Spoorzijde.
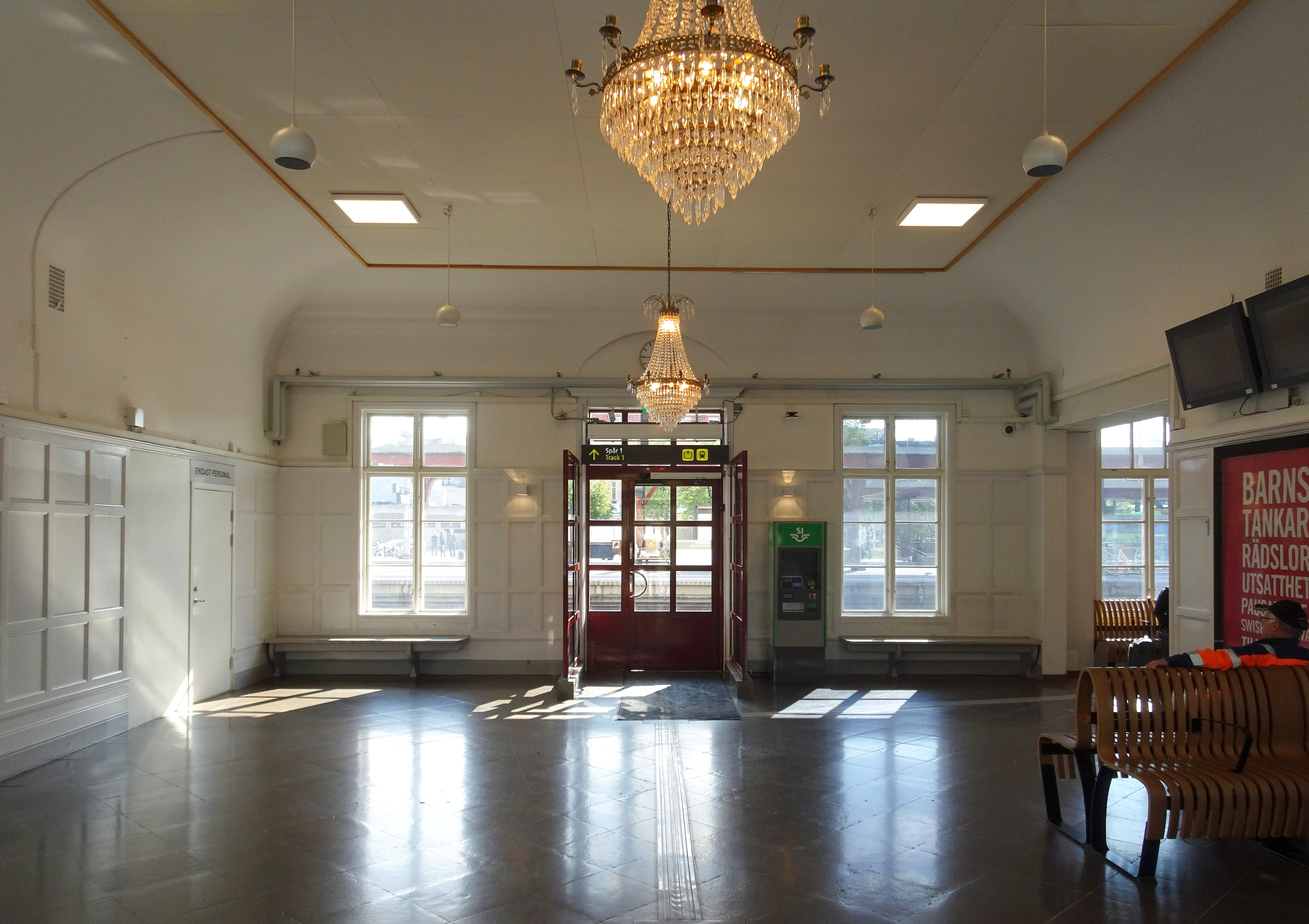
Stationshal.

## Verkeer
Het station heeft vijf sporen en drie perrons. De regionale treinen van Mälartåg stoppen hier op de lijnen Linköping-Eskilstuna-Sala en Stockholm-Katrineholm-Hallsberg. Sommige hogesnelheidstreinen Stockholm-Göteborg en Stockholm-Karlstad-Oslo stoppen hier ook.
De eigenaar is het staatsvastgoedbedrijf Jernhusen.